# Eknomoliparis
Eknomoliparis is een geslacht van straalvinnige vissen uit de familie van slakdolven (Liparidae).